# Hofmark Pasing
Die Hofmark Pasing im heutigen Münchner Stadtteil Pasing wird seit dem 16. Jahrhundert mit einer eigenen Niederen Gerichtsbarkeit in den Urkunden erwähnt. 
Lehensträger der Hofmark Pasing waren nicht nur adelige herzoglich-kurfürstliche Beamte, zum Beispiel aus den Familien Schwarzenberg, Neuburger und Berchem, sondern auch Münchner Patrizier.

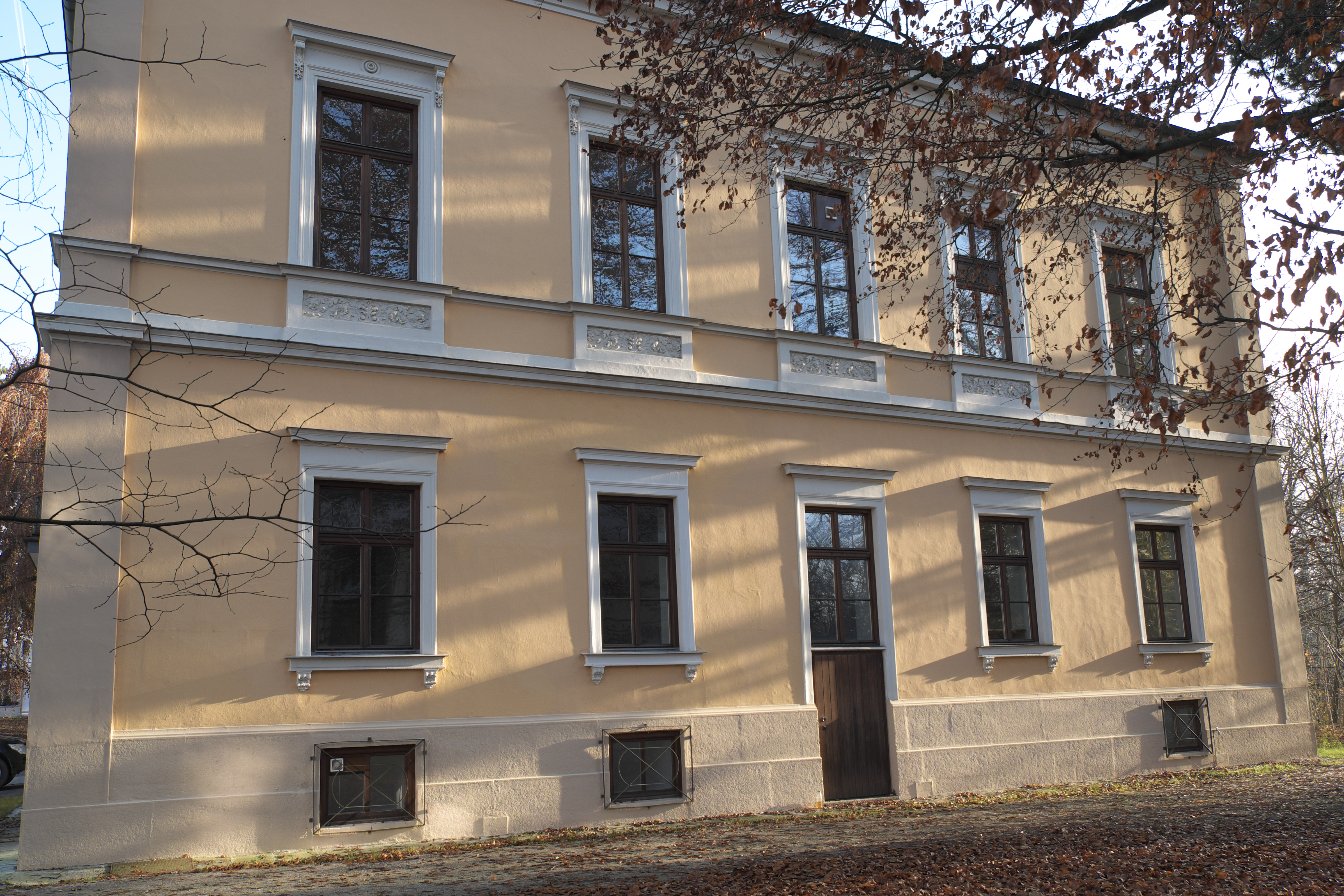
Schloss Gatterburg nach der Renovierung im Jahr 2014

Die überschuldete Familie Berchem veräußerte 1814 den Hofmarkbesitz an die Zivilliste König Max I. Josephs. Damit wurde das Wasserschloss Besitz des Hauses Wittelsbach. Nachdem es 1817 an Prinz Carl übergegangen war, wurde es abgerissen und am südlichen Ortsrand ein Landschloss errichtet, das 1869 zum heutigen Schloss Gatterburg erweitert wurde.
Mit der neuen Landgerichtseinteilung im Jahr 1802 kam Pasing zum Landgericht München, dem Vorläufer des heutigen Landkreises München. Mit dem Gemeindeedikt und der Erhebung Pasings zur eigenständigen Gemeinde im Jahr 1818 war die Ordnung als Hofmark beendet. 
Die Patrimonialgerichtsbarkeit samt ehemaligem Hofmarksbesitz und Schloss Gatterburg ging 1834 an Ritter Felix von Hilz und 1840 an Freiherrn Karl von Beck.